# San Diego (Puebla)
La Junta auxiliar de San Diego se encuentra localizado en el norte del estado de Puebla, México. Su nombre oficial es el de San Diego y el nombre de su cabecera municipal es San Diego.
Colinda al norte con la junta auxiliar de San Juan Acateno, al este con San Sebastián y al sur y al este con el municipio de Teziutlán.

## Toponimia
El nombre de San Diego fue inspirado con San Diego santo patrono para nombrarlo así, y es por eso que tiene este nombre.

## Clima
El clima de la junta auxiliar es muy similar al de Teziutlán, pero como este lugar se encuentra al norte de Teziutlán en menos caluroso que San Juan Acateno este lugar colinda con San Sebastián y con San Juan Acateno.

## Orografía
El municipio se localiza en la porción oriental del declive del golfo, declive septentrional de la sierra norte hacia la llanura costera del Golfo de México, y se caracteriza por su Territorio de cultivo. La Junta Auxiliar presenta un relieve muy pequeño en general, mide más de 13 kilómetros. La segunda cruza la porción central y termina al sur de la localidad de San Juan Acateno; mide aproximadamente 6 km y culmina en cerros como el Tepalcachi y Acateno. Al extremo noreste la topografía es plana en tanto que al centro Oeste se levanta una extensa aunque irregular mesa. Por último al sureste y noroeste, se alzan numerosos cerros y lomas aisladas de baja altura. El municipio presenta una tendencia a declinar a partir del centro hacia el Oriente y hacia al Poniente, oscilando su altura entre 90 y 360 m s. n. m.

## Hidrografía
La Junta Auxiliar pertenece al municipio de Teziutlán la mayor parte de la Junta Auxiliar se localiza dentro de la región morfológica de la sierra norte pertenece a la vertiente septentrional del municipio de Teziutlán, hay un río que divida a San Diego de San Sebastián, este río proviene desde Chignautla.

## Población
San Diego cuenta con una población de 2000 habitantes aprox, de acuerdo al II conteo de Población y Vivienda, INEGI, 2005.

## Economía
En Acateno se cultiva principalmente el maíz. En ganadería se cría ganado bovino, porcino, equino, caprino, asnal y mular, así como aves de corral y Cuenta con molinos de nixtamal.

## Cultura
El principal monumento histórico de San Diego es la Santa Iglesia de San Diego, ubicado en la cabecera municipal.fundado en 1762 por la Sra Josefa Ramiro Gavilán, viuda del Teniente Capítan Antonio Fernández Becerra